# Heinrich Strätling
Heinrich Strätling (* 30. November 1871 in Bochum; † 1950 in Ennigerloh) war ein deutscher Industrieller.

## Leben
Nach dem Besuch des Gymnasiums in Bochum studierte Heinrich Strätling in München und Berlin Medizin. In München wurde er 1894 Mitglied des Corps Brunsviga. Nach dem Studium war er als Chemiker in Köln, Rüdersdorf und Beckum tätig. Im Jahre 1900 gehörte er zu den Gründern der Finkenberg AG für Portland-Cement und Wasserkalk-Fabrikation in Ennigerloh bei Beckum, deren alleiniger Vorstand er wurde.
Strätling war Mitglied des geschäftsführenden Ausschusses der Westdeutschen Zement-Verband GmbH, Vertreter der Sektion V der Steinbruchsberufsgenossenschaft sowie Mitglied verschiedener kommunaler, wirtschaftlicher und politischer Körperschaften. Er gehörte den Aufsichtsräten verschiedener Unternehmen an.